# Barbus barbus

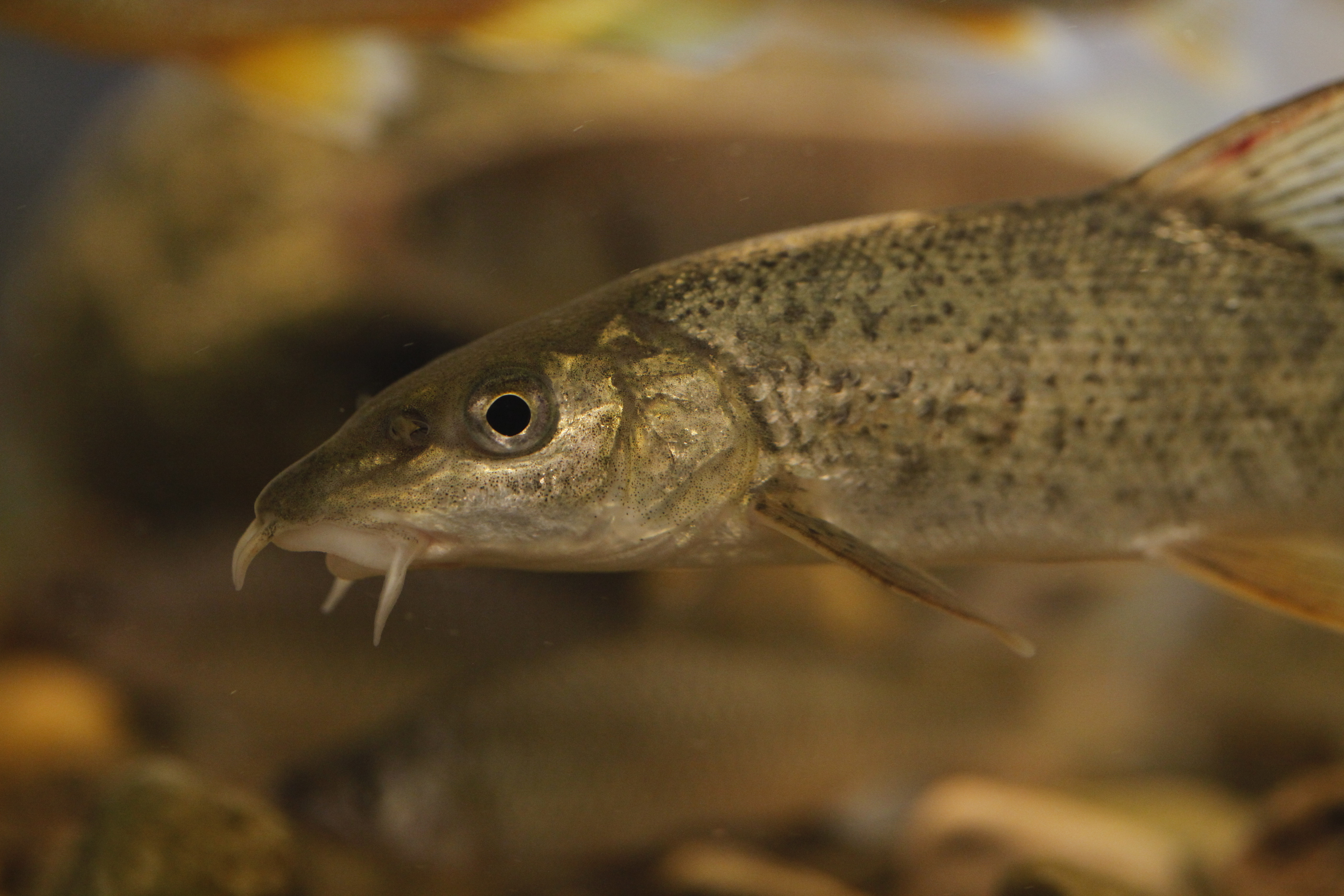
Particolare della testa

Barbus barbus, conosciuto comunemente come barbo europeo, è un pesce osseo d'acqua dolce appartenente alla famiglia Cyprinidae.

## Distribuzione e habitat
Questa specie è diffusa naturalmente in Europa centrale e orientale. Il suo areale va dalla Francia alla Lituania e alla Russia europea compreso il sud-est del Regno Unito (Yorkshire). Più nel dettaglio il barbo europeo è originario dei fiumi europei tributari dell'oceano Atlantico, del mare del Nord, della parte sud del mar Baltico e del mar Nero (dal bacino del Danubio a quello del Dnepr). È naturalmente assente dalle tre penisole mediterranee compresa l'Italia (ma è presente nella Francia mediterranea), dalla Scandinavia, dal nord della Gran Bretagna e dall'Irlanda. Risulta introdotto in gran parte dell'Inghilterra occidentale e nei fiumi inglesi Wear, Tees e Medway, in Marocco e in Italia centro-settentrionale. In Italia risulta essere stato introdotto dapprima nelle acque della pianura Padana e successivamente in Italia centrale, ovunque con buoni risultati di acclimatazione.
Si incontra soprattutto nella zona dei ciprinidi a deposizione litofila dei fiumi, in tratti con acque limpide a corrente vivace e fondali di ghiaia o ciottoli. Si incontra prevalentemente in fiumi di dimensioni da medie a grandi. Può vivere nei laghi ma riesce a riprodursi solo se questi sono dotati di un immissario che possa essere risalito per un certo tratto.

## Descrizione
L'aspetto generale del barbo europeo non si discosta significativamente da quello degli altri Barbus presenti in Europa, ha corpo affusolato con ventre quasi piatto e dorso relativamente convesso; il corpo è coperto da scaglie piccole. La testa è conica e allungata e l'occhio relativamente piccolo; la bocca si apre in posizione inferiore ed è bordata da labbra carnose sulle quali sono impiantate due paia di barbigli. Il labbro inferiore, come in tutti i Barbus, ha una prominenza posteriore detta lobo mediano. È in particolare molto simile al barbo etrusco e al barbo padano, specie autoctone dell'Italia seppur con areali non coincidenti. Si ricorda che queste tre specie, laddove messe artificialmente in simpatria, si sono estesamente ibridate dando luogo a fenomeni di introgressione genetica tali da rendere impossibile il riconoscimento della specie in base ai soli caratteri morfologici: i caratteri indicati sono validi dunque solo per gli esemplari puri e non ibridati. Al contrario che nelle specie autoctone in B. barbus il primo raggio ossificato della pinna dorsale è nettamente dentellato dalla base all'apice; questo carattere è presente sia nei giovani che negli adulti. Altri caratteri distintivi di questa specie sono la pinna dorsale con bordo visibilmente concavo (sia in B. plebejus che in B. tyberinus il bordo è dritto o leggermente convesso), questa pinna è inoltre appuntita, il peduncolo caudale più sottile e slanciato, il secondo paio di barbigli più lungo, le scaglie più grandi (ma più piccole che nel barbo dell'Ebro, introdotto in Italia centrale) e, infine, le scaglie con bordo posteriore appuntito dovuto a una cresta epiteliale presente soprattutto sulle scaglie dorsali, che conferisce a questo pesce una sensazione di "ruvidità" quando preso in mano, caratteristica del tutto assente nelle specie autoctone. 
Anche la colorazione consente spesso il facile riconoscimento di questa specie, negli adulti è infatti tendenzialmente uniforme, a fondo argentato, bronzato o giallastro, talvolta con sfumature rossicce che sfuma al biancastro sul ventre, senza macchie o con solo una sottile punteggiatura. Le pinne caudale e anale hanno spesso una tonalità rossastra o arancio più intensa verso l'estremità della pinna. Una tonalità rossastra può essere presente anche nella regione ventrale.
La taglia massima nota è di 120 cm per 12 kg di peso; la taglia media si attesta di solito sui 30 cm.

## Biologia
La longevità massima conosciuta è di 15 anni.

### Comportamento
Si tratta di una specie gregaria che forma banchi, talvolta assieme ad altri ciprinidi. Ha abitudini crepuscolari ed è particolarmente attivo all'alba e al tramonto mentre durante il giorno staziona in ambienti riparati come l'ombra di alberi che crescono sulle rive o sotto i ponti. Si ciba soprattutto di notte, quando lascia i banchi per dedicarsi in solitudine alla ricerca del cibo. In inverno limita molto la sua attività e si raduna in gruppi nelle buche più profonde del letto dei fiumi.

### Alimentazione
Si nutre principalmente di larve di insetti, crostacei, molluschi e altri invertebrati bentonici. Si nutre anche di vegetali acquatici come alghe bentoniche. Gli esemplari di maggiori dimensioni catturano talvolta piccoli pesci e in determinate stagioni e condizioni divora grandi quantità di uova di altri pesci.

### Riproduzione
La riproduzione avviene quando la temperatura supera i 14-16°C, di solito da maggio a luglio, occasionalmente può protrarsi fino a settembre. Vengono effettuate migrazioni riproduttive talvolta molto lunghe e le popolazioni lacustri migrano nei tributari poiché la riproduzione può avvenire solo in acque correnti con fondali ghiaiosi e basso fondale. I maschi formano aggregazioni fino a 130 individui e inseguono le femmine mature. Il corteggiamento, che avviene con vistosi spruzzi d'acqua, consiste nel nuoto sincrono della femmina con il maschio con le teste appaiate. Ogni femmina depone fino a 30000 uova in due-tre eventi distanziati di 10-15 giorni, con più maschi diversi. La deposizione avviene in piccole buche sul fondo e le uova non sono adesive. La schiusa avviene dopo circa due settimane, gli avannotti rimangono nascosti nel sedimento fino a che il sacco vitellino non è riassorbito dopo di che vengono trascinati a valle dalla corrente e si stabiliscono nelle acque molto basse vicino alle rive, spostandosi nelle acque correnti quando riescono a nuotare attivamente. La maturità sessuale viene raggiunta a 3-4 anni nelle femmine e a 2-3 nei maschi.

## Pesca
Il valore commerciale in Italia e in Europa occidentale è nullo, mentre nell'Europa dell'est viene frequentemente consumato e commerciato. La pesca sportiva viene praticata soprattutto con esche naturali e con la tecnica del ledgering, a fondo o a passata, utilizzando come esca vermi, larve o impasti a base di farina o formaggio; occasionalmente abbocca alle esche artificiali dello spinning. Le carni sono buone seppur ricche di lische, le uova sono tossiche per l'uomo.

## Conservazione
La specie è distribuita su un vasto areale. In alcune situazioni locali è danneggiata dalla distruzione dell'habitat in seguito a lavori in alveo, dalla costruzione di dighe e dall'inquinamento delle acque. In Europa centrale ha subito una drastica diminuzione durante il XX secolo a causa degli impatti sopra menzionati ma le popolazioni sembrano essersi riprese ampiamente. La Lista rossa IUCN classifica questa specie come "a rischio minimo".

### Specie aliena
In Italia la sua introduzione si è rivelata, assieme a quella di Luciobarbus graellsii, una seria minaccia per le specie autoctone Barbus caninus, Barbus plebejus e Barbus tyberinus.

## Tassonomia
B. plebejus è stato considerato a lungo sua sottospecie o sinonimo. Viene frequentemente chiamato dai pescatori "barbo spagnolo" o "barbo portoghese", definizioni improprie perché questa specie non è presente nella penisola Iberica.